# Prestestranda

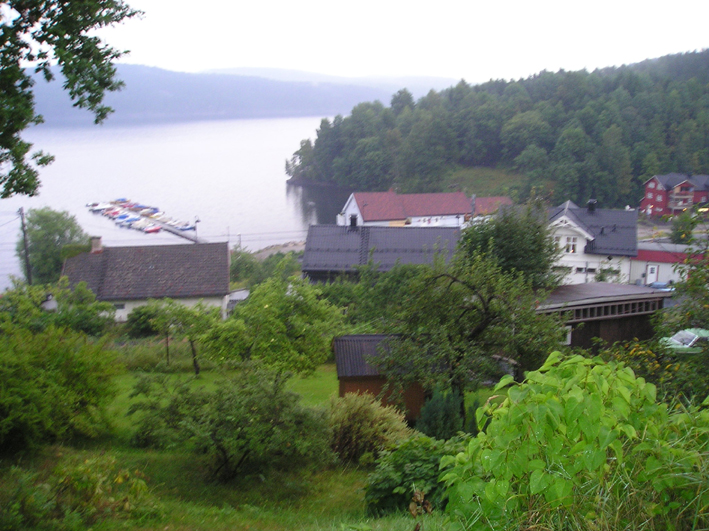
Der untere Teil von Prestestranda vom Friedhof aus gesehen. Im Hintergrund der Bootshafen am Toke.

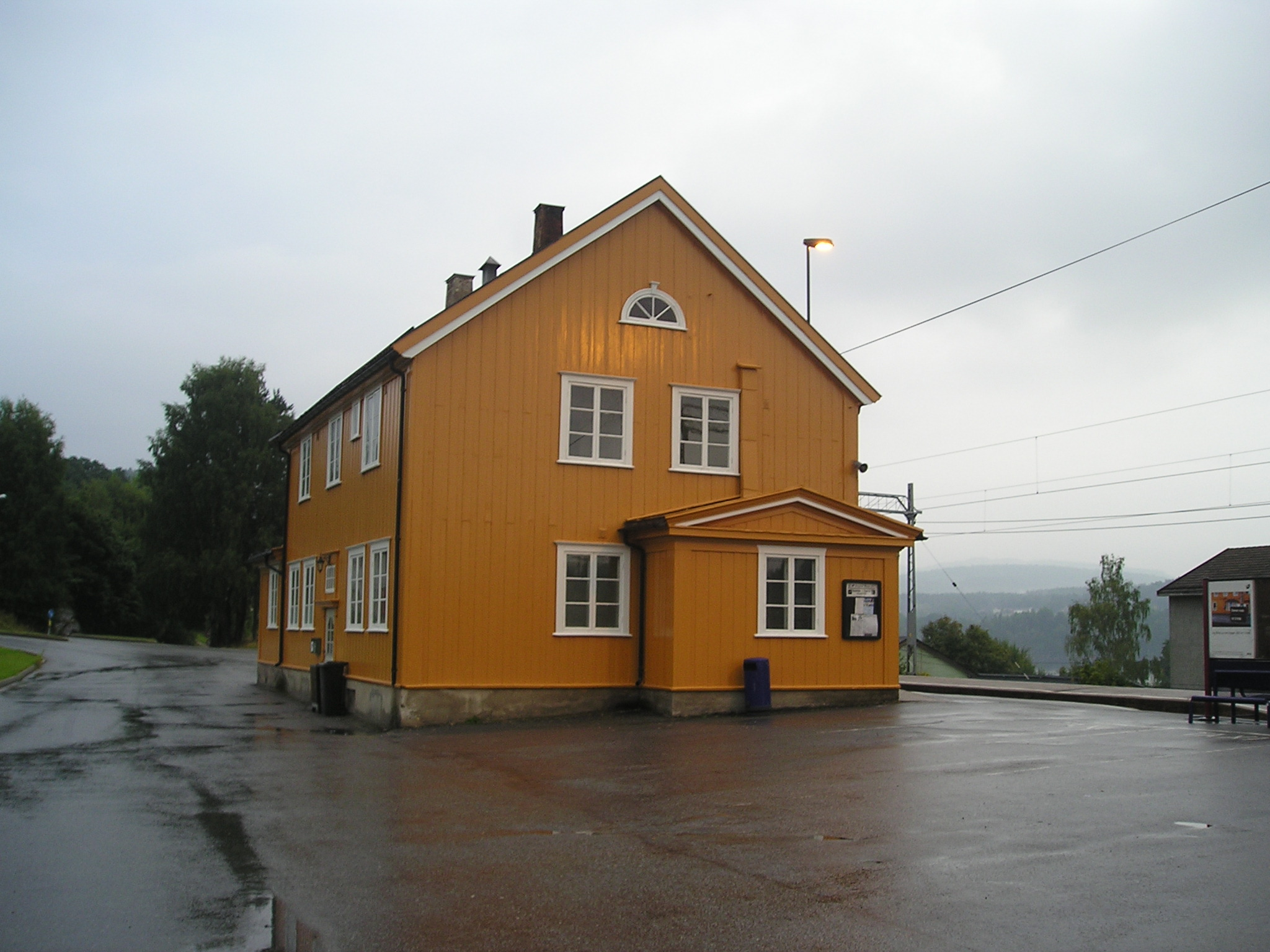
Der Bahnhof Drangedal

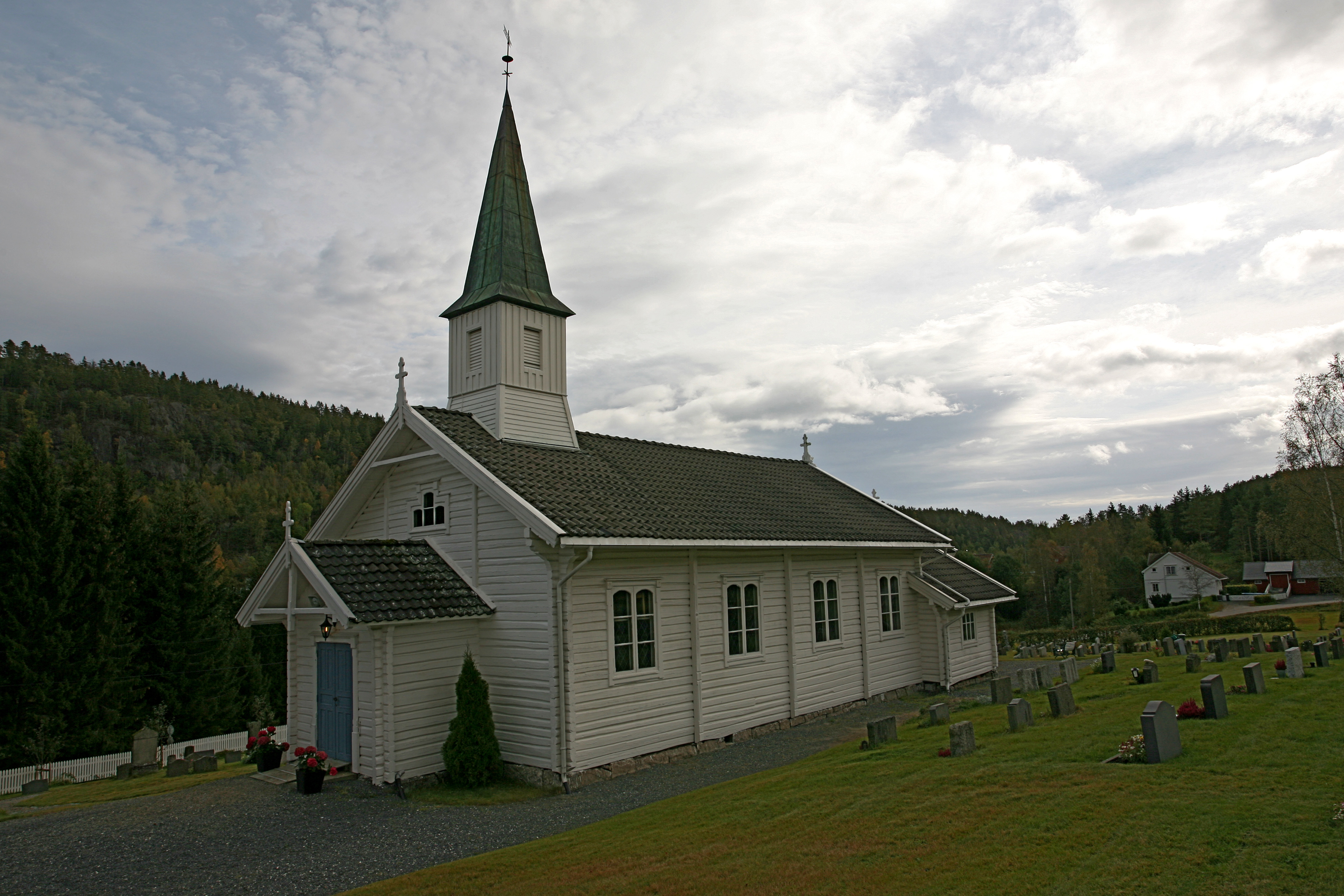
Die Drangedal kirke

Prestestranda ist eine norwegische kleine Ortschaft und Tettsted sowie das administrative Verwaltungszentrum der Drangedal Kommune im Fylke Telemark.
Der Ort hat eine Fläche von 1,83 Quadratkilometern und besaß zum 1. Januar 2012 1273 Einwohner. Prestestranda bedeutet in etwa „Strand der Pfarrei“ und wird von den Einheimischen oft nur in der Koseform „Stranna“ genannt.
Die Hauptkirche von Drangdal hoch über dem Strand am nördlichen Ende des Toke wurde 1775 als Pfarrkirche gebaut und verfügt über 400 Sitzplätze. 1927 bekam der Ort einen Anschluss an die Sørlandsbane mit einem Bahnhofgebäude.